# Prueba Villafranca de Ordizia
De Prueba Villafranca de Ordizia is een Spaanse wielerwedstrijd rond de Baskische plaats Ordizia. De wedstrijd maakt deel uit van de UCI Europe Tour en is door de Internationale Wielerunie geclassificeerd als categorie 1.1.

## Algemeen
De Prueba Villafranca is een van de oudste wielerwedstrijden van Spanje. De wedstrijd heeft dan ook een aantal veranderingen doorgemaakt in de loop der tijd. Van 1944 tot 1947, van 1949 tot 1951 en in 1955, 1957 en 1975 was het een amateurwedstrijd. In 1952 en 1974 bestond de wedstrijd uit twee etappes.
Niet alleen de eerste drie renners die over de finish komen worden gehuldigd. De wedstrijd kent ook een eigen berg- en sprintklassement met bijbehorende prijzen. Daarnaast krijgen de strijdlustigste renner, de renner met de langste ontsnapping, de eerste Baskische coureur, de meest elegante renner en het snelste team een prijs.
De wedstrijd heeft een zwaar en heuvelachtig parcours, waardoor veel renners de eindstreep niet of buiten tijd halen. De winnaars waren dan ook meestal bekende renners, die goed met de omstandigheden konden omgaan. Onder andere oud-Vuelta-winnaars Laurent Jalabert, Marino Lejarreta, Abraham Olano, José Pesarrodona en Faustino Rupérez staan op het palmares van de Prueba Villafranca.
Aan de koers doen vooral Spaanse teams mee. Van de 84 edities werden er in totaal slechts twaalf gewonnen door een niet-Spanjaard. Toch mochten in de jaren ´90 geregeld buitenlanders met de eer strijken, al reden die vaak in Spaanse dienst.

## Lijst van winnaars

### Meervoudige winnaars
| Overwinningen | Renner               | Land                | Jaren                        |
| ------------- | -------------------- | ------------------- | ---------------------------- |
| 5             | Ricardo Montero      | Spanje              | 1927, 1930, 1931, 1932, 1935 |
| 4             | Marino Lejarreta     | Spanje              | 1977, 1981, 1988, 1989       |
| 4             | Neil Stephens        | Australië           | 1991, 1993, 1994, 1995       |
| 3             | Hortensio Vidauretta | Spanje              | 1953, 1954, 1956             |
| 3             | Gorka Izagirre       | Spanje              | 2010, 2012, 2014             |
| 2             | Miguel Mucio         | Spanje              | 1928, 1929                   |
| 2             | Federico Ezquerra    | Spanje              | 1938, 1940                   |
| 2             | Martin Mancisidor    | Spanje              | 1941, 1943                   |
| 2             | Ignacio Esnaola      | Spanje              | 1944, 1945                   |
| 2             | Juan-Cruz Ganzarain  | Spanje              | 1946, 1947                   |
| 2             | Roberto Morales      | Spanje              | 1961, 1965                   |
| 2             | Domingo Perurena     | Spanje              | 1971, 1972                   |
| 2             | Faustino Rupérez     | Spanje              | 1979, 1982                   |
| 2             | Simon Yates          | Verenigd Koninkrijk | 2016, 2022                   |

### Overwinningen per land
| Overwinningen | Land                                                   |
| ------------- | ------------------------------------------------------ |
| 80            | Spanje                                                 |
| 5             | Frankrijk, Australië                                   |
| 3             | Verenigd Koninkrijk                                    |
| 2             | Rusland, Verenigd Koninkrijk, Zwitserland              |
| 1             | België, Colombia, Duitsland, Eritrea, Verenigde Staten |